# Hrbohlavové
Hrbohlavové (Lyctinae) jsou podčeleď brouků z čeledi Bostrichidae, kteří dříve patřili do samostatné čeledi Lyctidae.

## Taxonomie
- tribus Lyctini Billberg, 1820
  - rod Lyctoxylon
    - druh Lyctoxylon dentatum Pascoe, 1866

  - rod Lyctus Fabricius, 1792 – hrbohlav
    - druh Lyctus africanus Lesne, 1907
    - druh Lyctus brunneus Stephens, 1830 – hrbohlav hnědý
    - druh Lyctus cavicollis J. L. LeConte, 1805
    - druh Lyctus hipposideros Lesne, 1908
    - druh Lyctus linearis Goeze, 1777 – hrbohlav parketový
    - druh Lyctus planicollis J. L. LeConte, 1858
    - druh Lyctus pubescens Panzer, 1793
    - druh Lyctus sinensis Lesne, 1911
    - druh Lyctus suturalis Faldermann, 1837

  - rod Minthea
    - druh Minthea rugicollis F. Walker, 1858
- tribus Trogoxylini
  - rod Trogoxylon Leconte, 1862